# Elizabeth Bolden
Elizabeth Bolden (Somerville, 15 agosto 1890 – Memphis, 11 dicembre 2006) è stata una supercentenaria statunitense, vissuta 116 anni e 118 giorni.
È stata la persona vivente più anziana del mondo dal 27 agosto 2006 (dalla morte di Maria Capovilla) fino alla sua morte, l'11 dicembre 2006. Occupa il 24º posto nella lista delle persone più longeve.

## Biografia
Nata da genitori che in passato furono sotto schiavitù, a soli 18 anni, nel 1908, sposò Luis Bolden dal quale ebbe 7 figli, e con lui lavorò fino agli anni '50 come raccoglitrice di cotone. Dai 7 figli che Elizabeth ebbe, derivarono circa 40 nipoti e 75 pronipoti. Solo due dei suoi sette figli erano ancora in vita al momento della sua morte.
Negli ultimi anni risiedeva in una casa di cura a Memphis, in cui aveva vissuto da quando aveva 109 anni, ed era stata descritta dalla sua famiglia come incapace di comunicare. Sebbene fosse ritenuta la persona più anziana del mondo, Elizabeth Bolden apparve raramente in pubblico.
Nel 2004 ebbe un ictus che la costrinse a vivere attaccata ad un tubo di alimentazione, ed un anno dopo, nell'aprile 2005, divenne la persona più anziana degli Stati Uniti.
Nel dicembre 2006, Elizabeth Bolden morì a 116 anni. In seguito alla sua morte, Emiliano Mercado del Toro divenne l'essere umano più anziano del mondo, morendo poi all'età di 115 anni e 156 giorni nel gennaio 2007, un mese dopo la sua predecessora; la donna vivente più longeva al mondo divenne invece la canadese Julie Winnefred Bertrand.
Nell'aprile 2005 venne accertato che Elizabeth Bolden fosse la più vecchia residente documentata degli Stati Uniti a partire dalla morte di Emma Verona Johnston, avvenuta nel dicembre precedente. Dopo la morte di Hendrikje van Andel-Schipper il 30 agosto 2005, si ritenne che fosse la persona vivente più anziana del mondo fino al 9 dicembre 2005, quando María Capovilla venne convalidata come anagraficamente maggiore di Elizabeth. Divenne così la persona vivente più anziana del mondo dopo la morte di María Capovilla, il 27 agosto 2006. Ciò fu ufficialmente confermato il 17 settembre 2006 dal Guinness World Records.